# Palácio de Dalkeith

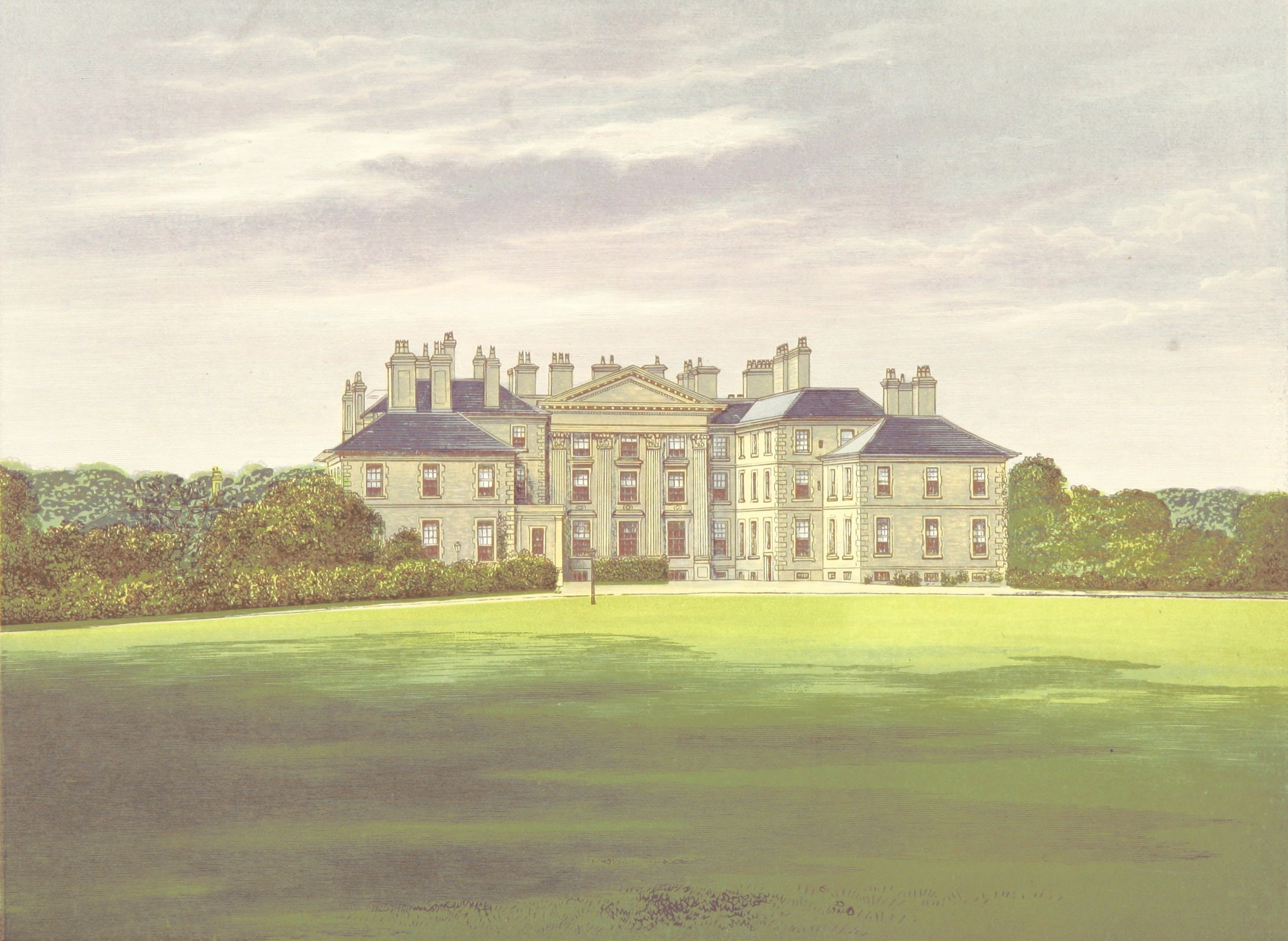
Palácio de Dalkeith em 1880

O Palácio de Dalkeith, em Dalkeith, Midlothian, na Escócia, é uma mansão campestre dos Duques de Buccleuch.

## História
O Castelo de Dalkeith estava localizado a nordeste de Dalkeith e, originalmente, estava nas mãos da família Graham no século XII. Foi concedida à família Douglas no século XIV.James Douglas de Dalkeith tornou-se Conde de Morton no meio do século XV. 
O castelo estava estrategicamente localizado em uma posição defensiva de uma curva do rio North Esk. Em 1543, o Cardeal Beaton foi encarcerado no Castelo de Dalkeith. Em 1547, os ingleses invadiram o castelo, destruindo-o. Em 1575, James Douglas, 4° Conde de Morton construiu um novo castelo no mesmo local. Em 1642, o castelo foi vendido para Francis Scott, 2° Conde de Buccleuch.

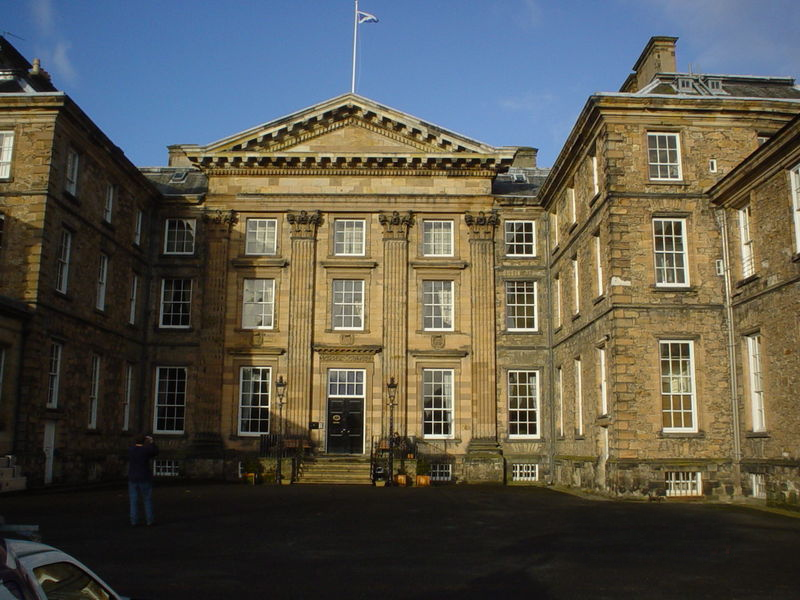
A frente sul do Palácio de Dalkeith.

Anne Scott, 1.ª Duquesa de Buccleuch, a filha do 2° Conde de Buccleuch, casou-se com o Duque de Monmouth, o filho natural mais velho de Carlos II. Eles tornaram-se Duque e Duquesa de Monmouth & Buccleuch. Viúva, Anne pediu a James Smith para usar o Palácio de Het Loo de Guilherme de Orange como um modelo para o Palácio de Dalkeith.
Em março de 1702, Smith e seus primos, Gilbert e James, assinaram o contrato de arte muraria no Castelo de Dalkeith. A construção do Palácio de Dalkeith começou mais tarde naquele ano, e Smith decidiu incorporar a um canto oeste da nova estrutura a casa da torre do velho castelo. O contorno das paredes velhas da torre são visíveis até hoje na fachada oeste do palácio.
Em 1704, William Walker e Benjamin Robinson, o camareiro da Duquesa, foram até Londres para escolher itens de mobília ao palácio. A construção estava procedendo-se em um ritmo firme, e a maior porção do palácio foi coberta de telhas no final de 1705. O cortador de mármore londrino Richard Neale passou sessenta e quatro semanas no palácio com nove assistentes entre 1709 e 1711, esculpindo a escadaria principal. Muitas peças de lareiras de mármore foram instaladas, bem como um baixo-relevo, complexamente esculpido, de Netuno e de Galateia. Esse uso interno de mármore foi muito do gosto da Duquesa. A maior parte da construção estava completa em 1711.
Entre os toques finais, estavam uma rede de ferros forjados com pilastras de pedras (não mais existente) por volta do pátio de acesso; uma grande porção de plantações e uma grande alameda em torno da propriedade, orlada de árvores e jardins. Nos últimos anos, tal área contaria com uma ponte, chamada de Montagu Bridge, sob o rio North Esk; com uma estufa e com um anfiteatro gramado. A Duquesa pagou um total de £17.727 mil libras esterlinas para a construção de Dalkeith.
O encanador John Smith de Edimburgo replaqueou o teto em 1743. Pequenos acréscimos foram realizados nos anos seguintes. O arquiteto John Adam pavimentou novamente a construção em 1762, e James Playfair inseriu uma janela baixa na fachada leste em 1786.
Por toda parte, o palácio é feito de arenito, e sua entrada principal localiza-se na frente sul, ladeada em cada lado por duas pilastras de ordem coríntia. Essas são superadas por um frontão incomum por sua profundidade.
Muitas figuras conhecidas da história inglesa e escocesa foram convidados do palácio no decorrer dos séculos. Carlos Eduardo Stuart ficou duas noites hospedado em Dalkeith no ano de 1745. George IV dormiu no palácio durante sua visita a Edimburgo em 1822, preferindo Dalkeith ao Palácio de Holyrood. A Rainha Victoria fez o mesmo em 1842. 
Durante a Segunda Guerra Mundial, tropas polonesas da terceira brigada de rifles de Flandres, uma parte da 1° Divisão Blindada polonesa, ficaram aquarteladas no terceiro andar do Palácio de Dalkeith de 1942 até o fim do conflito. O Grafite desenhado por estas tropas ainda está visível nas paredes do terceiro andar.
Nos dias de hoje, o 9º Duque de Buccleuch reside em Bowhill House, perto de Selkirk. Desde 1914, o Palácio de Dalkeith não é habitado pela família dos Buccleuch e, por isso, foi alugado para a Universidade de Wisconsin, que o utiliza como sua base na Escócia.